# Metamphiascopsis nicobaricus
Metamphiascopsis nicobaricus är en kräftdjursart som beskrevs av Wells 1979. Metamphiascopsis nicobaricus ingår i släktet Metamphiascopsis och familjen Diosaccidae. Inga underarter finns listade i Catalogue of Life.